# Nedre Kottjärnen
Nedre Kottjärnen är en sjö i Årjängs kommun i Värmland och ingår i Göta älvs huvudavrinningsområde.